# Johann Heinrich Schulze

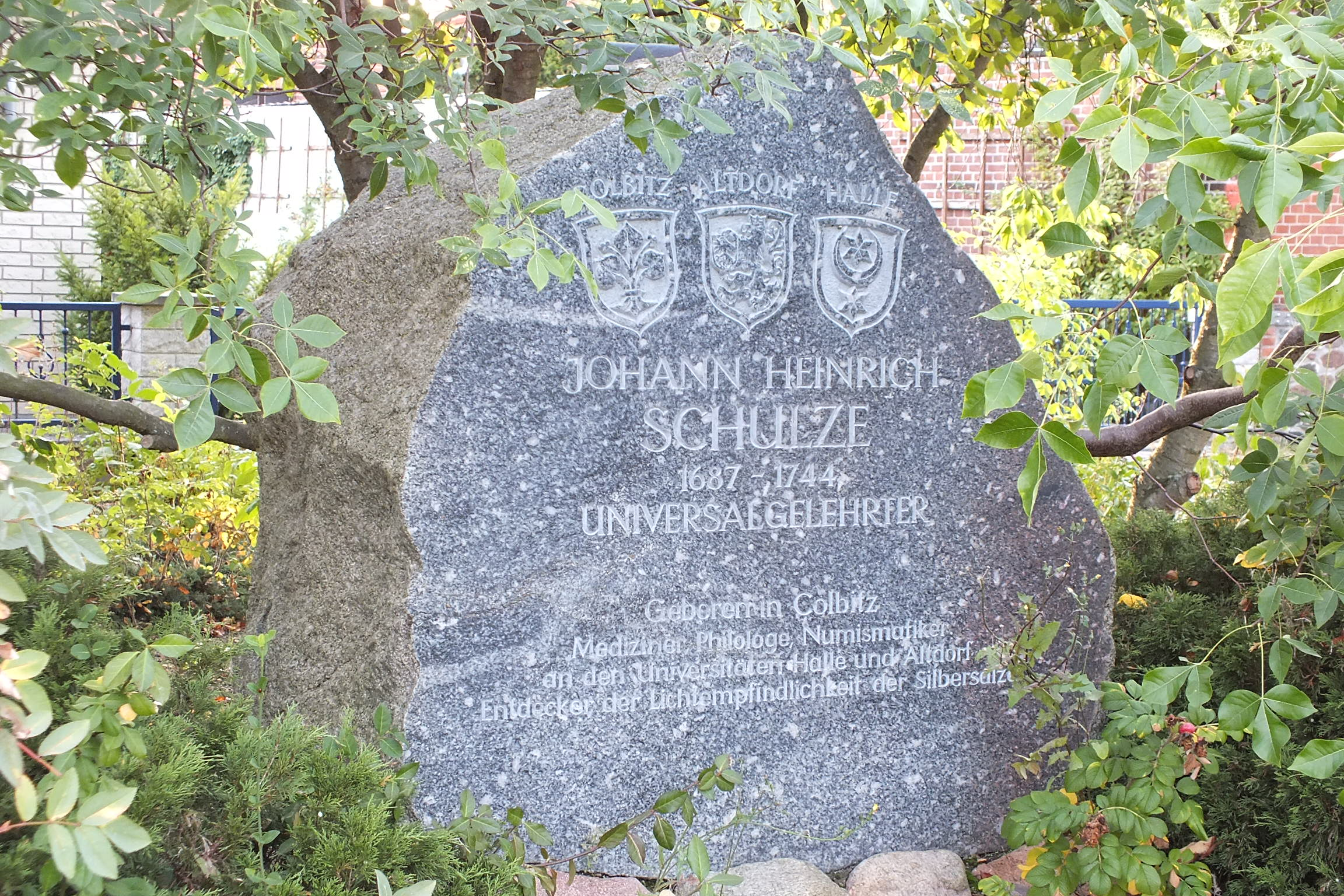
Pamětní kámen Johanna Heinricha Schulzeho v Colbitzu

Johann Heinrich Schulze (12. května 1687 Colbitz - 10. října 1744 Halle (Saale)) byl německý polyhistor. Objevil citlivosti solí stříbra na světlo, což později umožnilo vynález fotografie. Byl jedním z nejvýznamnějších vědců zakladatelské éry univerzity v Halle.

## Život
Johann Heinrich Schulze se narodil jako syn krejčího. V raném věku se stal polovičním sirotkem a školní docházku absolvoval v letech 1697 až 1704 v sirotčinci Augusta Hermanna Franckeho. V letech 1704 až 1717 studoval medicínu, chemii, filozofii a teologii na univerzitě v Halle.
V letech 1720 až 1732 působil jako profesor na univerzitě v Altdorfu a poté až do roku 1744 na univerzitě v Halle. V Halle působil jako profesor historie a kromě toho měl nárok na případné uvolněné místo na lékařské fakultě. Tuto profesuru získal až po několika letech čekání. Za jeho nejdůležitější úspěch v této oblasti lze považovat to, že založil obor dějiny medicíny. Svým studentům, mezi nimiž byl Johann Joachim Winckelmann, vykládal texty starověkých autorů. Schulze je také považován za důležitého numismatika a svou sbírku mincí využíval i pro akademickou výuku. Jeho sbírka se do značné míry zachovala a tvoří základ Archeologického muzea Univerzity Martina Luthera v Halle-Wittenbergu.
Schulze si vzal za manželku Johannu Sophii Corvinusovou, svatbu měli v Colbitzi v roce 1719. Byl otcem Johanna Ludwiga Schulzeho (1734–1799). Zemřel 10. října 1744 v Halle.

## Objev citlivosti solí stříbra na světlo
Schulze jednou položil skleničku s kyselinou dusičnou na okenní parapet osvětlený sluncem. Došlo pak k zabarvení tekutiny. To bylo způsobeno skutečností, že kyselina již byla použita a obsahovala dusičnan stříbrný. Schulze se pokusil experimentálně zjistit příčinu zabarvení. Nebylo jasné, zda je způsobeno tepelným zářením nebo slunečním světlem. Aby mohl vyloučit teplo jako spouštěč jevu, Schulze v roce 1717 zahříval dusičnan stříbrný v peci a zjistil, že neztmavne. Když pak částečně polepil skleněnou lahvičku s dusičnanem stříbrným a vystavil ji slunečnímu záření, pouze odkryté oblasti se po chvíli zbarvily. Polepené oblasti si zachovaly původní barvu. Těmito experimenty Schulze prokázal, že soli stříbra jsou fotocitlivé.
V roce 1719 Schulze publikoval své výsledky v časopise Bibliotheca Novissima Oberservationum ac Recensionum pod názvem Scotophorus pro phosphoro inventus, seu experimentum curiosum de effectu radiorum solárium. Přetisk pod stejným názvem vyšel v roce 1727 v časopise Acta physico-medica v Leopoldině.
Charles-François Tiphaigne de la Roche (1722–1774) si těchto objevů všiml ve svém románu Giphantie (název je anagramem jeho jména) z roku 1760, a uvedl je jako možný způsob fotografování.

## Vyznamenání
27. srpna 1721 byl Johann Heinrich Schulz pod akademickou přezdívkou Alcmaeon zvolen členem Leopoldiny. V prosinci 1738 se stal čestným členem Ruské akademie věd v Petrohradě. Od roku 1960 nese jeho jméno Schulze Cove v Antarktidě. Sochařka Heidi Wagner-Kerkhofová z Halle mu vytvořila v roce 1979 bronzovou pamětní medaili.